# Agonopterix
Agonopterix is een geslacht van vlinders uit de familie van de grasmineermotten (Elachistidae).

## Soorten
- A. abditella Hannemann, 1959
- A. abjectella Christoph, 1882
- A. acerbella Walker, 1864
- A. acuta Stringer, 1930
- A. adspersella (Kollar, 1832)
- A. agyrella Rebel, 1917
- A. alpigena (Frey, 1870)
- A. alstromeriana (Clerck, 1759) - blauwvlekkaartmot
- A. amissella (Busck, 1908)
- A. amyrisella Busck, 1900
- A. angelicella (Hübner, 1813) - moeraskaartmot
- A. antennariella Clarke, 1941
- A. anticella Erschoff, 1877
- A. aperta Hannemann, 1959
- A. arctica (Strand, 1902)
- A. archangelicella Caradja, 1920
- A. arenella (Denis & Schiffermüller, 1775) - bleke kaartmot
- A. argillacea Walsingham, 1881
- A. arnicella Walsingham, 1881
- A. aspersella (Constant, 1888)
- A. assimilella (Treitschke, 1832) - gele bremkaartmot
- A. astrantiae (Heinemann, 1870)
- A. atomella (Denis & Schiffermüller, 1775) - heidebremkaartmot
- A. atrodorsella Clemens, 1863
- A. babaella Amsel, 1972
- A. bakriella (Amsel, 1958)
- A. baleni Zeller, 1877
- A. banatica Georgesco, 1965
- A. bipunctifera Matsumura, 1931
- A. bipunctosa (Curtis, 1850)
- A. broennoeensis (Strand, 1920)
- A. budashkini Lvovsky, 1998
- A. cachritis (Staudinger, 1859)
- A. cadurciella (Chretien, 1914)
- A. cajonensis (Clarke, 1941)
- A. canadensis Busck, 1902
- A. canuflavella (Hannemann, 1953)
- A. capreolella (Zeller, 1839) - bevernelkaartmot
- A. carduella (Hübner, 1817)
- A. cervariella (Constant, 1884)
- A. ciliella (Stainton, 1849) - bonte kaartmot
- A. cinerariae Walsingham, 1908
- A. clarkei Keifer, 1936
- A. clausulata Meyrick, 1911
- A. clemensella Chambers, 1876
- A. cluniana Huemer & Lvovsky, 2000
- A. cnicella (Treitschke, 1832) - kruisdistelkaartmot
- A. coenosella Zerny, 1940
- A. comitella (Lederer, 1855)
- A. communis (Meyrick, 1920)
- A. compacta (Meyrick, 1914)
- A. conterminella (Zeller, 1839)
- A. costaemaculella Christoph, 1882
- A. cotoneastri Nickerl, 1864
- A. crassiventrella (Rebel, 1891)
- A. cratia Hodges, 1974
- A. crypsicosma (Meyrick, 1920)
- A. cuillerella Amsel, 1972
- A. curvilineella Beutenmüller, 1889
- A. curvipunctosa (Haworth, 1811)
- A. cyclas Meyrick, 1910
- A. cynarivora Meyrick, 1932
- A. cyrniella (Rebel, 1929)
- A. chaetosoma Clarke, 1962
- A. chironiella (Constant, 1893)
- A. chrautis Hodges, 1974
- A. dammersi Clarke, 1947
- A. deliciosella Turati, 1924
- A. deltopa Meyrick & Caradja, 1935
- A. demissella (Hannemann, 1958)
- A. deplanella (Hübner, 1800)
- A. dideganella Amsel, 1972
- A. dimorphella Clarke, 1941
- A. divergella Caradja, 1920
- A. doronicella (Wocke, 1849)
- A. dryocrates (Meyrick, 1921)
- A. dumitrescui Georgesco, 1965
- A. echinopella Chrétien, 1907
- A. elbursella Hannemann, 1976
- A. encentra Meyrick, 1914
- A. epichersa Meyrick, 1914
- A. erythrella Snellen, 1884
- A. eupatoriiella Chambers, 1878
- A. exquisitella Caradja, 1920
- A. farsensis Hannemann, 1958
- A. ferocella (Chretien, 1910)
- A. ferulae (Zeller, 1847)
- A. flavicomella Engel, 1907
- A. fruticosella (Walsingham, 1903)
- A. funebrella Caradja, 1920
- A. furvella (Treitschke, 1832)
- A. fusciterminella Clarke, 1941
- A. fuscovenella Rebel, 1917
- A. galbella Hannemann, 1959
- A. gelidella (Busck, 1908)
- A. genistella Walsingham, 1903
- A. glabrella Turati, 1921
- A. glyphidopa (Meyrick, 1828)
- A. goughi Bradley, 1958
- A. graecella Hannemann, 1976
- A. grammotopa Meyrick, 1920
- A. hamriella Chrétien, 1922
- A. heracliana (Linnaeus, 1758) - gewone kaartmot
- A. hesphoea Hodges, 1975
- A. hippomarathri (Nickerl, 1864)
- A. homogenes (Meyrick, 1920)
- A. hyperella Ely, 1910
- A. hypericella (Hübner, 1817)
- A. hypomarathri Nickerl, 1864
- A. iharai Fujisawa, 1985
- A. iliensis (Rebel, 1936)
- A. imbutella Christoph, 1888
- A. incarnatella Zeller, 1854
- A. inoxiella Hannemann, 1959
- A. intersecta Filipjev, 1929
- A. invenustella (Hannemann, 1953)
- A. irroata Staudinger, 1871
- A. irrorata (Staudinger, 1870)
- A. isabellina Klemensiewicz, 1898
- A. issikii Clarke, 1962
- A. japonica Saito, 1980
- A. jezonica Matsumura, 1932
- A. kaekeritziana (Linnaeus, 1767) - heldergele kaartmot
- A. kisojiana Fujisawa, 1985
- A. klimeschi (Hannemann, 1953)
- A. kuznetzovi Lvovsky, 1983
- A. l-nigrum Matsumura, 1931
- A. lacteella Caradja, 1920

- A. laterella (Denis & Schiffermüller, 1775) - korenbloemkaartmot
- A. latipalpella (Barnes, 1920)
- A. latipennella Zerny, 1934
- A. lecontella Clemens, 1860
- A. leucadensis (Rebel, 1932)
- A. liesella Viette, 1987
- A. ligusticella (Chretien, 1908)
- A. liturosa (Haworth, 1811) - sint-janskaartmot
- A. lythrella Walsingham, 1889
- A. melanarcha (Meyrick, 1913)
- A. melancholica (Rebel, 1917)
- A. mendesi Corley, 2002
- A. metamelopa Meyrick, 1931
- A. mikomoensis Fujisawa, 1985
- A. miyanella Amsel, 1972
- A. monotona Caradja, 1927
- A. multiplicella (Erschoff, 1877)
- A. muricolorella Busck, 1902
- A. mutatella Hannemann, 1989
- A. mutuurai Saito, 1980
- A. nanatella (Stainton, 1849) - driedistelkaartmot
- A. nebulosa Zeller, 1873
- A. neoxesta (Meyrick, 1918)
- A. nervosa (Haworth, 1811) - spitse kaartmot
- A. nigrinotella (Busck, 1908)
- A. nodiflorella (Millière, 1866)
- A. nubiferella Walsingham, 1881
- A. nyctalopis (Meyrick, 1930)
- A. occaecata (Meyrick, 1922)
- A. ocellana (Fabricius, 1775) - roodvlekkaartmot
- A. ochrocephala Saito, 1980
- A. oinochroa (Turati, 1879)
- A. omelkoi Lvovsky, 1985
- A. ordubadensis Hannemann, 1959
- A. oregonensis Clarke, 1941
- A. orthobathra Meyrick, 1918
- A. pallidior Stringer, 1930
- A. pallorella (Zeller, 1839) - zwartstreepkaartmot
- A. panjaoella Amsel, 1972
- A. panurga Meyrick, 1920
- A. parilella (Treitschke, 1835)
- A. pavida Meyrick, 1913
- A. perezi Walsingham, 1908
- A. pergandeella (Busck, 1908)
- A. perstrigella (Chretien, 1925)
- A. petasitis (Standfuss, 1851)
- A. petraea (Meyrick, 1910)
- A. posticella Walsingham, 1881
- A. probella (Hannemann, 1953)
- A. propinquella (Treitschke, 1835) - zwartvlekkaartmot
- A. prospicua Meyrick, 1914
- A. prostratella Constant, 1884
- A. pseudorutana Turati, 1934
- A. psoraliella Walsingham, 1881
- A. pteleae (Barnes, 1920)
- A. pulvipennella Clemens, 1864
- A. pullella Hannemann, 1971
- A. pupillana (Wocke, 1887)
- A. purpurea (Haworth, 1811) - purperkaartmot
- A. putridella (Denis & Schiffermüller, 1775)
- A. quadripunctata (Wocke, 1857)
- A. ramosella Stainton, 1867
- A. remota Meyrick, 1921
- A. rhododrosa Meyrick, 1934
- A. rhodogastra Meyrick, 1935
- A. rhodoscelis Meyrick, 1920
- A. rimulella Caradja, 1920
- A. robiniella Packard, 1870
- A. rosaciliella (Busck, 1904)
- A. roseocaudella Stringer, 1930
- A. rotundella (Douglas, 1846)
- A. rubidella (Hübner, 1796)
- A. rubristricta Walsingham, 1912
- A. rubrovittella Caradja, 1926
- A. rutana (Fabricius, 1794)
- A. sabulella Walsingham, 1881
- A. salangella Amsel, 1972
- A. sanguinella Busck, 1902
- A. sapporensis Matsumura, 1931
- A. scopariella (Heinemann, 1870) - vale bremkaartmot
- A. selini (Heinemann, 1870)
- A. senecionis (Nickerl, 1864)
- A. seneciovora Fujisawa, 1985
- A. senicionella Busck, 1902
- A. septicella Snellen, 1884
- A. seraphimella (Lhomme, 1929)
- A. silerella (Stainton, 1865)
- A. squamosa (Mann, 1864)
- A. stigmella Moore, 1878
- A. straminella (Staudinger, 1859)
- A. subpropinquella (Stainton, 1849) - distelkaartmot
- A. subumbellana Hannemann, 1959
- A. sumizome Fujisawa, 1985
- A. sutschanella Caradja, 1926
- A. tabghaella Amsel, 1953
- A. taciturna Meyrick, 1910
- A. takamukui Matsumura, 1931
- A. thapsiella (Zeller, 1847)
- A. thelmae Clarke, 1941
- A. thurneri (Rebel, 1941)
- A. toega Hodges, 1974
- A. tolli Hannemann, 1959
- A. triallactis Meyrick, 1935
- A. trimenella (Walsingham, 1881)
- A. tschorbadjiewi (Rebel, 1916)
- A. ulicetella Stainton, 1849
- A. umbellana (Fabricius, 1794) - gaspeldoornkaartmot
- A. urzhumella Krulikovski, 1909
- A. ussuriella Caradja, 1920
- A. vasta Amsel, 1935
- A. vendettella (Chretien, 1908)
- A. walsinghamella (Busck, 1902)
- A. xylinopis Meyrick
- A. yamatoensis Fujisawa, 1985
- A. yeatiana (Fabricius, 1781) - peenkaartmot
- A. yomogiella Saito, 1980